# Puerta de embarque

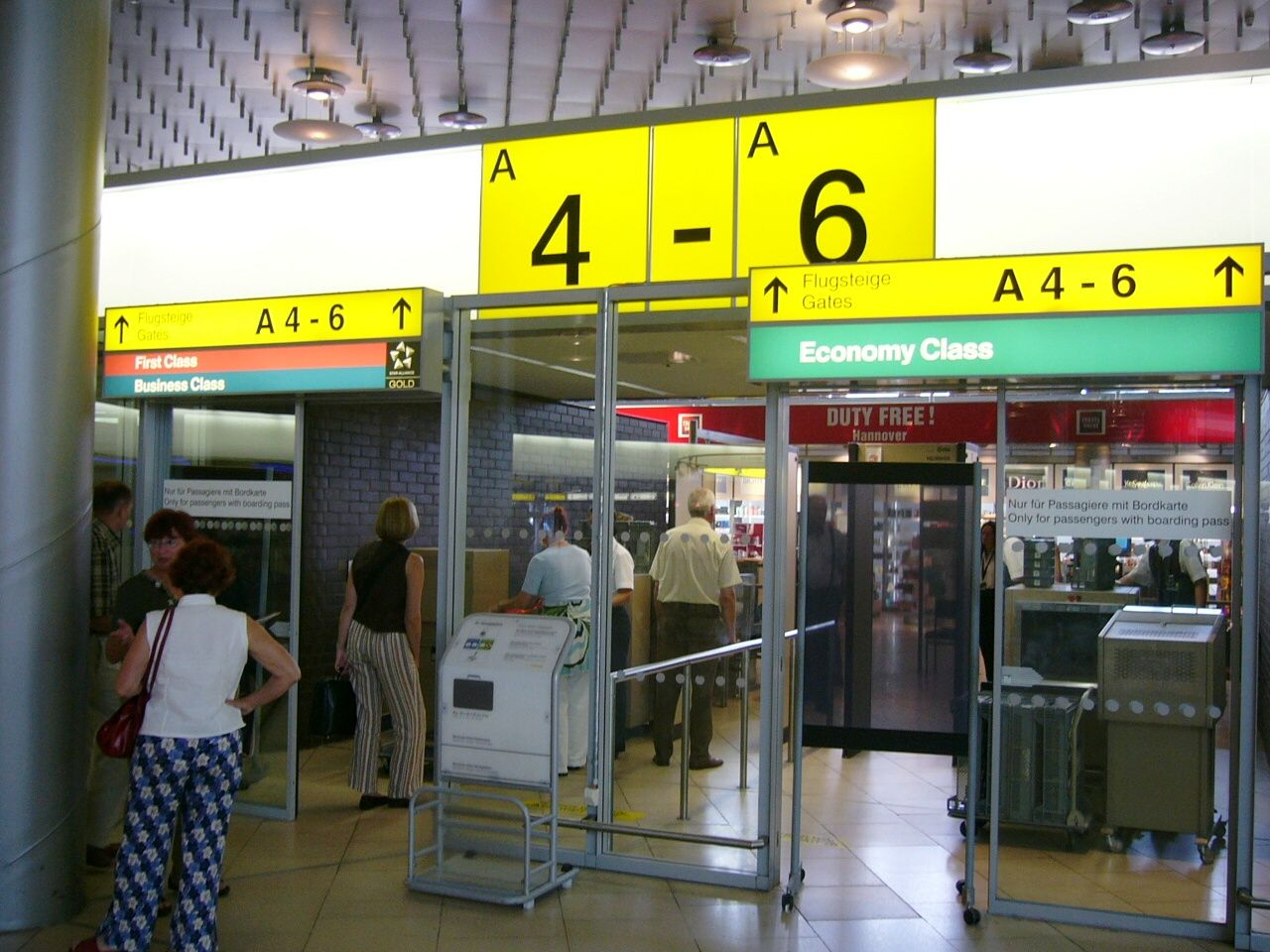
Puertas de embarque en Hanover/Langenhagen International Airport.

Una puerta de embarque es la porción de un aeropuerto que conecta una aeronave con su carga útil . Las puertas de embarque tienen una instalación de aire para facilitar el abordaje de los pasajeros y/o del personal de tierra. 
Las puertas pueden incluir un área de espera para pasajeros antes de embarcar en su vuelo. Mientras las especificaciones exactas varían en cada aeropuerto y país, la mayoría de puertas llevan sillas, un contador, y una entrada o salida desde o hacia la aeronave. Las puertas de embarque también tienen una puerta paralela para embarcar en la aeronave mediante un autobús que lleva a los pasajeros desde la terminal hasta el puente de jet o del apron . Embarcando así directamente utilizando escalera móvil puesto desde el suelo hasta las puertas de entrada/salida de la aeronave. 

## Vuelos domésticos e internacionales

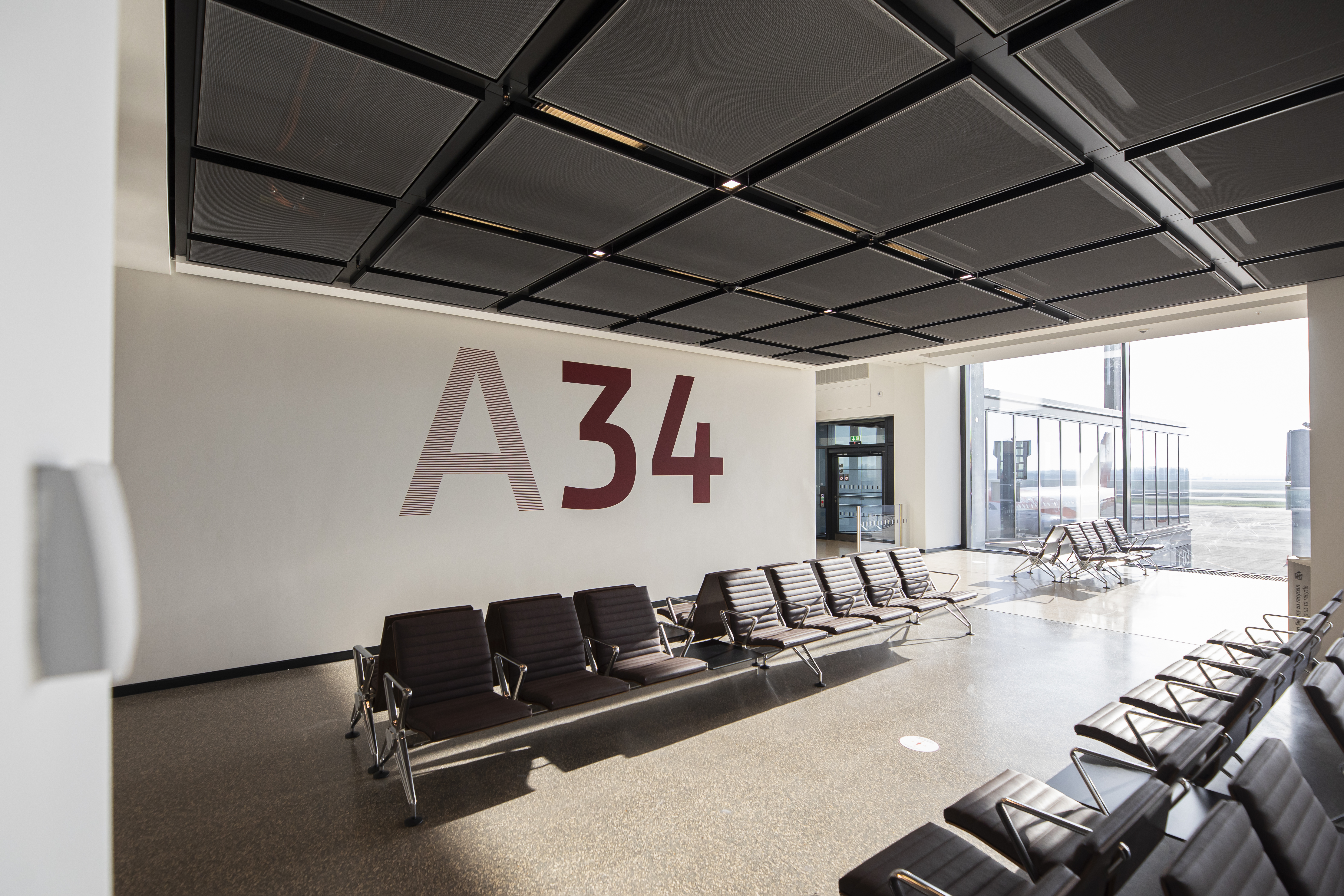
Puerta de embarque A34 en Berlín-Brandenburg Airport.

Dependiendo de la aeronave, las puertas de embarque suelen abrir por un mismo lado, haciendo que sólo se pueda subir al avión. Hay otros, que pueden abrirse tanto para embarcar, como desembarcar del avión. Si la puerta está siendo utilizada para salidas o llegadas en vuelos domésticos, una puerta que va a un área de esperar será abierta y una puerta que da a la aduana será cerrada, impidiendo así a los pasajeros entrar en la sala de aduana . Por llegadas internacionales, la puerta que dirige al área de esperar está cerrada y los pasajeros están dirigidos a la sala de aduana.
Existen excepciones con el tema de aduanas, ya que hay países que comparten aduana, como el espacio Schengen en Europa .

## Pasarela de embarque y las escaleras móviles
Antes de la era de la pasarela de embarque o jetway (en inglés ), los pasajeros debían embarcar en el avión desde el nivel de tierra con unas escaleras móviles . Este método es todavía utilizado para entablar aviones más pequeños o entablando en aeropuertos más pequeños. Aunque también, se utilizan en aeropuertos grandes pero cuando hay muchos vuelos en tan poco tiempo.

## Propiedad
El equipamiento es de cualquier aeropuerto o propiedad de la aerolínea, en muchos casos, es propiedad del propio aeropuerto o del propietario del aeropuerto. 